# Лох-Фойл
Лох-Фойл — залив на севере острова Ирландия, эстуарий реки Фойл.
На севере и западе омывает полуостров Инишоуэн графства Донегол, на востоке и юге — побережье Северной Ирландии, традиционное графство Лондондерри. С Атлантическим океаном Лох-Фойл связан узким проливом в северо-восточной части, на берегу которого со стороны Инишоуэн, расположен порт Гринкасл.
Лох-Фойл — одно из Рамсарских угодий острова Ирландия. На берегах расположены гнездовья многих видов птиц: серый гусь, большая поганка, краснозобая гагара, лебедь-шипун, обыкновенная гага, кулик-сорока, большой улит, тулес, исландский песочник, чернозобик и др.. В водах Лох-Фойла встречаются такие виды рыб как европейская алоза, финта (Alosa fallax), сёмга, корюшковые. В прибрежных водах распространена морская минога.

## Политический статус
С момента разделения острова ирландскими националистами проводится работа по воссоединению территории с тем, чтобы остров целиком образовал отдельное государство.
Граница между Ирландией и Соединенным Королевством продолжает вызывать сомнения. В 1922 году была назначена комиссия для более точного разграничения территорий. Деятельность комиссии оказалась неудачной. Граница в Лох-Фойл и реки Фойл открыто оспаривается Ирландией. Из 2 статьи Ирландской Конституции следует, что в национальную территорию входит все территориальное море Ирландии. Ирландские представители неоднократно претендовали на территориальные воды вокруг Северной Ирландии.
Правительство Северной Ирландии утверждает, что графство Лондондерри включает в себя весь Лох-Фойл, который лежит между уездами Лондондерри и Донегал, и вся река Фойл, которая отделяет графства Тайрон и Донегал.
Правительства двух стран подписали Меморандум о взаимопонимании, относящийся к продвижению оффшорной разработки возобновляемых источников энергии в морях, прилегающих к Лох-Фойл в 2011 году. Он был подписан без ущерба для нерешенных вопросов, касающихся суверенитета.